# 7. okręg wyborczy w Kolorado
Siódmy okręg wyborczy w Kolorado co dwa lata wybiera swojego przedstawiciela do Izby Reprezentantów Stanów Zjednoczonych. Okręg został utworzony po spisie ludności w 2000 roku. Pierwsze wybory w okręgu przeprowadzono jesienią 2002 roku. W 2008 roku swoim zasięgiem obejmuje części hrabstw Adams, Arapahoe i Jefferson. Przedstawicielem okręgu w 110. Kongresie Stanów Zjednoczonych jest demokrata, Ed Perlmutter.

## Chronologiczna lista przedstawicieli
|   | Przedstawiciel | Data objęcia urzędu | Data opuszczenia urzędu | Partia polityczna    |
| - | -------------- | ------------------- | ----------------------- | -------------------- |
| 1 | Bob Beauprez   | 3 stycznia 2003     | 3 stycznia 2007         | Partia Republikańska |
| 2 | Ed Perlmutter  | 3 stycznia 2007     |                         | Partia Demokratyczna |